# Ugeo di Gojoseon
Wi Ugeo (위우거?, 衛右渠?; fl. II secolo a.C.) è stato un sovrano coreano, re fino al 108 a.C. di Gojoseon, come esponente della dinastia Wiman Joseon in quanto nipote di Wiman di Gojoseon, divenuto re nel 193 a.C. dopo aver usurpato il trono a re Jun; fu l'ultimo sovrano del regno, che si estinse successivamente.
Ugeo fu ucciso da un assassino mandato da una fazione che ne desiderava la resa. Anche dopo la morte di Ugeo, Gojoseon resistette alle forze degli Han fino al 108 a.C., ma perse, e al suo posto furono istituite le quattro comanderie di Han.

## La ribellione
Attorno al periodo tra il 128 e il 126 a.C., la comanderia di Canghai, che copriva un'area dal nord della penisola coreana al sud della Manciuria, esisteva. Nan Lü (Hanja:南閭), re di Dongye e suddito di Wiman Joseon, si rivoltò contro Ugeo di Gojoseon e successivamente si arrese alla dinastia Han con 280 000 persone. La comanderia di Canghai fu stabilita a seguito di questa rivoluzione; in ogni caso, dopo due anni, fu abolita da Gongsun Hong.